# イグナシオ・カマーチョ
イグナシオ・カマーチョ・バルノラ（Ignacio Camacho Barnola、1990年5月4日 - ）は、スペイン・サラゴサ出身の元サッカー選手。ポジションはMF。

## 経歴
アトレティコ・マドリードの下部組織出身。父がプロサッカー選手であり、兄のフアンホ・カマーチョもリーガ・エスパニョーラでプレーした元プロサッカー選手である。2008年3月、第26節のFCバルセロナ戦で、わずか17歳でリーガデビューを飾り、その後すぐにピポーテとしてレギュラーを獲得した。パートナーのラウール・ガルシアのサポート役として、若くして才能を世に知らしめることとなった。2008-09シーズンは股関節痛に悩まされ、また、監督交代（ハビエル・アギーレ→アベル・レシーノ）の影響か出場機会に恵まれず、8試合240分間のみの出場だった。
U-17スペイン代表としてUEFA U-17欧州選手権2007で優勝した。U-19スペイン代表ではキャプテンを務めていたが、2009年7月に股関節痛を解消するための手術を受け、同時期に行われたU-19欧州選手権には出場できなかった。
2009-10シーズンは、再度の監督交代（アベル・レシーノ→キケ・サンチェス・フローレス）による戦術変更の影響もあり、レギュラーに定着することができなかった。2011年1月、チームメートのセルヒオ・アセンホと共にマラガCFに移籍した。
2017年からはVfLヴォルフスブルクでプレー。しかし、度重なる怪我に苦しみ、2020年9月14日に引退を表明した。

## 所属クラブ
- アトレティコ・マドリードB 2007-2008
- アトレティコ・マドリード 2008-2010
- マラガCF 2011-2017
- VfLヴォルフスブルク 2017-2020

## 個人成績
| 2007-08  | アトレティコ・マドリード |          | プリメーラ | 10  | 2  |  |  |  |  |
| 2008-09  | アトレティコ・マドリード | 6        | プリメーラ | 8   | 0  |  |  |  |  |
| 2009-10  | アトレティコ・マドリード | 6        | プリメーラ | 12  | 0  |  |  |  |  |
| 20010-11 | アトレティコ・マドリード | 6        | プリメーラ | 0   | 0  |  |  |  |  |
| 2010-11  | マラガ                   | 6        | プリメーラ | 15  | 0  |  |  |  |  |
| 2011-12  | マラガ                   | 6        | プリメーラ | 13  | 1  |  |  |  |  |
| 2012-13  | マラガ                   | 6        | プリメーラ | 33  | 2  |  |  |  |  |
| 2013-14  | マラガ                   | 6        | プリメーラ | 33  | 5  |  |  |  |  |
| 2014-15  | マラガ                   | 6        | プリメーラ | 25  | 2  |  |  |  |  |
| 2015-16  | マラガ                   | 6        | プリメーラ | 23  | 2  |  |  |  |  |
| 2016-17  | マラガ                   | 6        | プリメーラ | 35  | 4  |  |  |  |  |
| 通算     | スペイン                 | スペイン | プリメイラ | 207 | 18 |  |  |  |  |
| 総通算   | 総通算                   | 総通算   | 総通算     | 207 | 18 |  |  |  |  |

## タイトル

### クラブ
アトレティコ・マドリード
- UEFAヨーロッパリーグ : 2009-10
- UEFAスーパーカップ : 2010

U-17スペイン代表
- UEFA U-17選手権 : 2007